# Karl-Heinz Bölling
Karl-Heinz Bölling (* 1947 in Dortmund-Aplerbeck) ist ein deutscher Hörspielautor.

## Leben
Bölling besuchte acht Jahre die Volksschule und absolvierte dann eine Ausbildung als Klempner und Installateur. Nach der Zeit bei der Bundeswehr in Lüneburg arbeitete er in Dortmund zunächst als Fabrikarbeiter, später als Taxifahrer. Nach Gedichten und Erzählungen wurde 1985 sein erstes Hörspiel produziert. Mit mehr als einhundert Hörspielen gilt Bölling als einer der produktivsten und meistgesendeten Hörspielautoren Deutschlands. Rutscher wurde im Januar 2000 Hörspiel des Jahres.

## Hörspiele (Auswahl)
- 1985: Briefer – Regie: Hans Gerd Krogmann (Original-Hörspiel – WDR)
- 1985: Der Erich latscht durch die Welt – Regie: Norbert Schaeffer (Kurzhörspiel – BR)
- 1986: Porsche fahren muß Klasse sein – Regie: Gottfried von Einem (Originalhörspiel, Kurzhörspiel – RB)
- 1987: Buddy Holly – Regie: Hans Helge Ott (Originalhörspiel, Kurzhörspiel – RB)
- 1987: Rottweiler – Regie: Hans Gerd Krogmann (Kurzhörspiel – SWF)
- 1988: Die Vögel bauen sich Nester – Regie: Hartmut Kirste (Hörspiel – SDR)
- 1988: Die Gans – Regie: Irene Schuck (Kurzhörspiel – BR)
- 1989: Ernstes Gesicht – Regie: Rainer Schwarz (Originalhörspiel, Kurzhörspiel – Rundfunk der DDR)
- 1990: Showdown im SDR 3-Saloon: Das Schweigen und Der Klempner und seine Arbeit was er so täglich macht – Regie: Otto Düben (Hörspiele – SDR)
- 1990: Showdown im SDR 3-Saloon: Die Hose – Regie: Helga Siegle (Hörspiel – SDR)
- 1991: Showdown im SDR 3-Saloon: Ein Monolog – Regie: Uwe Schareck (Kurzhörspiel – SDR)
- 1991: Der Kochtopf – Regie: Heidrun Nass (Hörspiel – SR)
- 1992: Ausflüge: Ein Freitag auf dem Lande, Kur mit Schatten und Die Ochsenschwanzsuppe – Regie: Horst Liepach (Originalhörspiele, Kurzhörspiele – ORB)
- 1993: In der Sackgasse – Regie: Joachim Staritz (Originalhörspiel – DS Kultur)
- 1993: Wie Herr B aus Dortmund Urlaub im Schwarzwald machte – Regie: Alex Neumann (Originalhörspiel – WDR)
- 1994: Die Zeit macht keine Pause – Regie: Ulrich Lampen (Originalhörspiel, Kurzhörspiel – SWF)
- 1994: Der Kasten Bier – Regie: Christiane Ohaus (Originalhörspiel, Kurzhörspiel – RB)
- 1995: Die Zeitung (Kurz- und Langfassung) – Regie: Hans Helge Ott (Originalhörspiel – RB)
- 1996: Mein total verschwundener Vater – meine total verschwundene Mutter – Bearbeitung und Regie: Barbara Plensat (Originalhörspiel – MDR)
- 1997: Können Vogelspinnen schwimmen? – Regie: Burkhard Schmid (Originalhörspiel – RB/ORB)
- 1998: Telefon! Telefon!: Blumen – Regie: Alexander Schuhmacher (Originalhörspiel, Kurzhörspiel – SDR)
- 1999: Hält ein Porsche im Hörspiel – Regie: Ulrich Lampen (Originalhörspiel – SWR)
- 2000: Rutscher – Regie: Joachim Staritz (Originalhörspiel, Kriminalhörspiel – Deutschlandradio)
  - Auszeichnung: Hörspiel des Monats Januar 2000
- 2001: Hände hoch oder Vermögensbildung in Arbeitnehmerhand – Regie: Joachim Staritz (Originalhörspiel, Kriminalhörspiel – Deutschlandradio)
- 2002: Der Friseur – Regie: Heidrun Nass (Originalhörspiel – SR)
- 2003: Das Zimmer – Regie: Robert Matejka (Originalhörspiel – Deutschlandradio)
- 2004: Die Putzfrau – Regie: Robert Matejka (Originalhörspiel, Kriminalhörspiel – Deutschlandradio)
- 2005: Die Eichhörnchen – Regie: Heinz von Cramer (Originalhörspiel – Deutschlandradio)
- 2006: Der Polizist – Regie: Ulrich Lampen, Benno Schurr (Originalhörspiel, Kriminalhörspiel – SWR)
- 2007: Fritz und Willi – Regie: Frank-Erich Hübner (Originalhörspiel – WDR)
- 2008: Gedanken eines Unbekannten, der ein Hörspiel schrieb – Regie: Ulrich Lampen (Originalhörspiel – SWR)
- 2009: Der Waldspaziergang – Regie: Christiane Ohaus (Originalhörspiel – RB/Deutschlandradio)
- 2010: Die Wiese – Regie: Hans Gerd Krogmann (Originalhörspiel – Deutschlandradio)
- 2011: Irgendein Briefträger – Regie: Heike Tauch (Originalhörspiel – Deutschlandradio)
- 2013: Der Verfassungsschutz – Regie: Robert Schoen (Originalhörspiel – Deutschlandradio)
- 2014: Jetzt ist der Sommer vorbei – Regie: Georg Bühren (Originalhörspiel – WDR)
- 2015: Mahler zu Besuch – Regie: Silke Hildebrandt (Originalhörspiel – hr)
- 2015: Irgendwann geht alles kaputt – Regie: Stefanie Hoster (Originalhörspiel – Deutschlandradio)
- 2017: Ich mache morgens das Fenster auf – Regie: Ulrich Lampen (Originalhörspiel – SWR)
- 2018: Der Monat Januar – Regie: Heike Tauch (Originalhörspiel – Karl-Heinz Bölling)
- 2019: Der Zahnarzt und der Fußballspieler – Regie: Gottfried von Einem (Originalhörspiel – MDR)

Über Karl-Heinz Bölling
- 1995: Heidrun Nass: Ich tippe nur, was ich im Kopf habe. Der Hörspielautor Karl-Heinz Bölling – Ein Porträt – Regie: Heidrun Nass (Portrait – SR)